# 제61보병사단 (대한민국)
제61보병사단(第六十一步兵師團, 61st Infantry Division, 상징명칭: 상승부대)은 대한민국 육군 수도군단 예하에 있던 동원보병사단이었다. 동원사단은 평시 감편부대로써 예비군 교육관리를 하며 전시로 전환되어 동원령이 선포되면 예비군을 증편받아 완편 후 작전을 수행하는 부대이다.
1974년 4월 1일, 광주광역시 제2군단 예하 제61훈련단으로 창설되었으며, 1981년 8월 20일에 사단으로 승격되었다. 2017년 11월 30일 인천광역시 부평구에서 해체되었다.
인천광역시로 이전하기 전에는 사단 사령부와 포병연대, 제179보병연대는 광주광역시 북구, 제177, 178보병연대는 상무대에 주둔했었다. 

## 편성
- 제177보병연대
- 제178보병연대
- 제179보병연대
- 포병연대
  - 제351포병대대
  - 제352포병대대
  - 제353포병대대
  - 제931포병대대
- 사단직할대대

## 사단가
보아라 푸른 하늘 상승의 터전  부풀은 가슴마다 희망 드높다  충성된 몸과 마음 갈고 또 닦아  조-국의 평화 위해 목숨을 바칠  우-리는 천하무적 평-화의 사도  청-사에 길이 빛날 육십-일 사단